# الشباب في السعودية

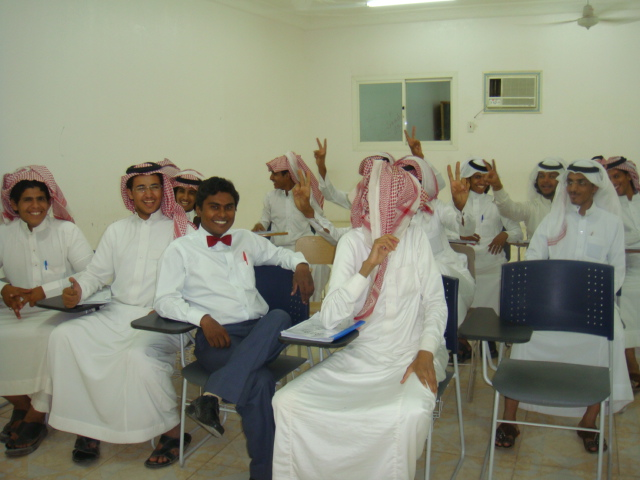
طلاب سعوديون في فصل دراسي. المدراس غير مختلطة.

الشباب في المملكة العربية السعودية هم مواطنو المملكة العربية السعودية الذين تتراوح أعمارهم بين 15 و24 عامًا. وفق إحصاءات عام 2015 كان عدد السكان يُقدَّر بحوالي سبعة وعشرين مليون نسمة، وكان حوالي 19.11 ٪ من السكان هم من الشباب بين سن 15 و24.
للدين الإسلامي تأثير كبير على حياة أغلب الشباب السعودي. حيث تتبع الحكومة المنهج السلفي الوهابي وكان لذلك تأثير على مجالات تكوين الأسرة والتعليم والنشاط السياسي. فمن تعاليم الإسلام يتعلم الشباب أن الأسرة يجب أن تكون أساسية في حياتهم ويتعلمون احترام والديهم. يركز التعليم في المملكة العربية السعودية إلى حد كبير على العلوم الشرعية إلى جانب فروع العلم الأخرى.  بيَّن استطلاع للرأي عام 2014 أن ارتفاع تكاليف المعيشة وفرص العمل كانا هما الشاغلين الرئيسيين للشباب في ذلك العام.
كان الشباب السعودي يواجه صعوبات في المشاركة النشطة في السياسة بسبب بعض القيود والعقوبات المحتملة. وأصبح للشباب السعودي رأي في سياسات بلدهم ويعبرون عن ذلك باستخدام وسائل الإعلام الشعبية.  وتتناول أهداف خطة التنمية العاشرة الطرق التي يشارك بها الشباب في تنمية بلدهم.
هناك اثنان من المخاوف الصحية التي تؤثر في الشباب السعودي وهما التدخين والسمنة. حيث وجدت دراسة أجريت عام 2011 في الرياض أن معدلات التدخين بين الشباب السعودي «مرتفعة ومثيرة للقلق». فقد كان من بين 1272 طالبًا أُجريت الدراسة عليهم، كانت النسبة المئوية للطلاب الذين يدخنون وقتها حوالي 19.5٪ (31.2٪ من الفتيان و8.9٪ من الفتيات)، وكانت النسبة المئوية للطلاب الذين يدخنون من قبل حوالي 42.8٪ (55.6٪ من الفتيان و31.4 ٪ من الفتيات). كما أن إحصاءات عام 2014 تشير إلى أن ما يقرب من ستين في المئة من السكان السعوديين الذين تجاوزت أعمارهم 16 عامًا كانوا يعانون من السمنة.

## اعتراف الحكومة بالشباب
لا توجد سياسة وطنية رسمية خاصة للشباب حاليا؛ ومع ذلك فقد تعاونت وزارة الاقتصاد والتخطيط وبرنامج الأمم المتحدة الإنمائي بين عامي 2009 و2013 من أجل وضع «إستراتيجية وطنية للشباب».  تلقى مشروع الاستراتيجية الوطنية للشباب 1,182,720 دولارًا ويهدف إلى «تعزيز مشاركة الشباب في عمليات التنمية الوطنية».
احتوت خطة التنمية التاسعة (2010-2014) على قسم للشباب يتحدث عن العوامل التي تؤثر على الشباب وسبل تحسين حياتهم.  بموجب تلك الخطة التنموية فإن «الرئاسة العامة لرعاية الشباب» هي الهيئة الحكومية الرئيسية في المملكة العربية السعودية المسؤولة عن الشباب والبرامج المخصصة للشباب، التي تبلغ ميزانيتها 1.9 مليار دولار.
تشجع الرئاسة العامة لرعاية الشباب الأنشطة الثقافية المتعددة، بما في ذلك الفنون والحرف اليدوية ونوادي الدراما والفن الشعبي. وتُشرف الرئاسة العامة لرعاية الشباب على الأندية والهيئات المشاركة في أنشطة الشباب والأنشطة الاجتماعية من أجل ضمان «التنمية المتوازنة في جميع أنشطة الشباب».
تتضمن خطة التنمية العاشرة (2015-2019) ضمن أهدافها نشر وتعزيز التعليم وكذلك مشاركة الشباب في تنمية البلد. 

## الدين
تهدف خطة التنمية العاشرة إلى الحفاظ على التعاليم والقيم الإسلامية في حياة المواطنين، بمن فيهم الشباب. في استطلاع جرى عام 2014 قال الشباب الذين يشكلون سبعة وتسعين في المئة من المشاركين في الاستطلاع، أن الإسلام إما «مهم للغاية» أو «مهم» في تشكيل هويتهم كأشخاص. ولذلك فإن التعاطف أو الاتفاق مع رؤية تنظيم القاعدة للإسلام أو أيديولوجية التنظيم ليست شائعة بين الشباب السعودي، لأنه «منحرف» عن الإسلام وفق وصف حكومة المملكة العربية السعودية.
يُكَوِّن الشباب السعودي أفكارهم ووجهات نظرهم حول ما هو مقبول دينياً وذلك بانتشار التعليم وزيادة المشاركة في وسائل الإعلام.  وفقًا لمقال كاريل ميرفي بعنوان «شباب المملكة العربية السعودية ومستقبل المملكة» فإن الشباب السعوديون «لا يخالفون أقوال الشيوخ بنفس القدر الذي اتبعه إخوانهم وأخواتهم الأكبر سناً».

## تكوين الأسرة
تقوم تعاليم الإسلام على أن للأسرة مكانة مركزية في حياة الشخص وأنه يجب على الشباب دائمًا إظهار الاحترام تجاه الوالدين.  وأظهرت نتائج استطلاع رأي جرى عام 2014 أن 98 في المائة من الشباب السعودي الذين شملهم الاستطلاع يعتبرون أحد أهدافهم أن يجعلوا آبائهم فخورين بهم. قال ستة وثمانون في المائة ممن شملهم الاستطلاع أنهم «يتعاملون مع آبائهم وأقاربهم كل يوم وجهاً لوجه».
من الناحية التاريخية كانت الأسرة في المملكة العربية السعودية هرمية، بدايةً من «شيخ القبيلة» ومرورًا بأن للرجل القوامة على المرأة وأن الكبير يُقَدَّم على الصغير. وكان للمرأة دورُ هام في الحفاظ على هيكل الأسرة من خلال تولي مهام إدارة المنزل ورعاية الأطفال. ولكن لم تعد النساء ملازمات للمنزل فالكثير منهن يخرجن لتلقي التعليم ويعمل بعضهن خارج المنزل.
هناك تأخير في سن الزواج بين الشباب، وفقًا لخطة التنمية التاسعة في المملكة العربية السعودية.  وتشير الإحصاءات أن بين عامي 1979 و2007 كانت هناك زيادة في سن الزواج، حيث تأخر عمر الزواج للذكور حوالي 1.9 سنة (27.2 سنة) بينما للإناث فقد تأخر 4.6 سنوات (24.6 سنة). ويُعد ارتفاع تكلفة مراسم الزواج والحصول على منزل وتأثيثه هما أهم أسباب تأخير زواج الشباب، وفق ما ورد في خطة التنمية التاسعة.

## التعليم
تشرف وزارة التربية والتعليم على التعليم بمراحله المختلفة. وقد زادت ميزانية الإنفاق على التعليم عام 2015 بنسبة ثلاثة بالمائة، لتصل إلى 58 مليار دولار. 
بلغ معدل الالتحاق للأطفال في سن المدرسة الابتدائية سبعة وتسعين في المائة في عام 2014، وفقاً لمجموعة البنك الدولي. في حين كان معدل الالتحاق في المدارس الثانوية عام 2013 لكلا الجنسين 91.55 ٪. 
يلتحق الطلاب بالمدرسة الابتدائية ابتداء من سن السادسة حتى يبلغوا الثانية عشرة من العمر. ويلتحق بالمدرسة المتوسطة الشباب الذين تتراوح أعمارهم بين 12 إلى 15 عامًا، ويلتحق الشباب من سن 15 إلى 18 عامًا بالمدارس الثانوية. 
هناك فصل بين الجنسين في المدارس، ويتم تعليم الأولاد من قبل المعلمين الذكور، في حين يتم تعليم الفتيات في المقام الأول من قبل المعلمات.  يركز تعليم المرأة على العلوم المحلية.  كما يتم تعليمهن بشكل أساسي كيف يكن زوجات وأمهات صالحات.
تعتمد المناهج التي يتم تدريسها للطلاب في المملكة العربية السعودية على التعاليم الإسلامية.  أنشأ الملك عبد الله مشروعًا لتطوير التعليم العام، والذي تم إطلاقه في عام 2007. أُنفق على هذا البرنامج حوالي 3 مليارات دولار لتحسين التعليم العام. من بين الأهداف التي يهدف إليها هذا المشروع لتحسين تعليم الشباب كان «تحسين البيئة التعليمية والاستعداد لاستخدام تكنولوجيا المعلومات والاتصالات (ICT) في التعليم لتحفيز التعلم. وذلك من أجل تحقيق مستوى أعلى من الكفاءة في الحصول على المعلومات والتدريب، وكذلك تعزيز القدرات الشخصية والإبداعية، وتطوير المهارات والهوايات، وتلبية الاحتياجات النفسية للطلاب، وتعزيز الأفكار وكذلك العلاقات الوطنية والاجتماعية من خلال أنشطة المناهج بأنواعها المختلفة». يسعى مشروع تطوير التعليم العام ومنحة الملك عبد الله إلى مساعدة الطلاب على تطوير مهارات حل المشكلات بالإضافة إلى نظرة شاملة للعالم من خلال السماح للطلاب بالدراسة في بلدان أخرى من العالم.
تتناول خطة التنمية التاسعة بعض السياسات التي يمكن تنفيذها من أجل تحسين النظام التعليمي. على سبيل المثال، فهي تهدف إلى توسيع مشاركة الشباب في الأنشطة المدرسية والجامعية، مما يجعل المدرسة أكثر ارتباطًا بالمجتمع. 
من بين الأهداف التعليمية لخطة التنمية العاشرة نجد ثلاثة أهداف هي: الارتقاء بالمناهج الأكاديمية بحيث «تتماشى مع المعرفة المعاصرة»، و«تطوير مناهج العلوم والرياضيات والهندسة والتكنولوجيا» والتأكد من أن خريجي الجامعات السعودية والمنح الدراسية في سوق العمل. 
وبالرغم من وجود هذه الخطط، لا يزال هناك نقد للنظام التعليمي في المملكة العربية السعودية.  حيث بَيَّن استطلاع للرأي جرى عام 2014 أن ما يقرب من نصف الطلاب في التعليم الابتدائي والثانوي لم يتعلموا في المستويات التي ينبغي أن يكونوا بها، وقال واحد من كل ثلاثة شبان سعوديين أن التعليم كان في مجالات اهتمامهم الثلاثة الأولى.  يعتقد الشباب السعودي أنهم يتلقون تعليماً جيداً من حيث التعاليم الإسلامية والمواد الأكاديمية الأساسية؛ ومع ذلك فإنهم لم يشعروا بأنهم مستعدون بشكل كاف لعمل جيد في مجالات العمل. انبثقت هذه المشاعر عن عدم تعليمهم بعض المهارات soft skills، مثل حل المشكلات والعمل الجماعي والتعاون والتواصل الفعال والتفكير النقدي، والتي يقدرها أصحاب العمل في القطاع الخاص.
في عام 2013 التحق ثمانية وخمسون في المائة من إجمالي السكان السعوديين بالتعليم العالي. تشير التقديرات إلى أن 63 في المائة من الدرجات التي يحصل عليها الطلاب ليست «مفيدة لوظائف القطاع الخاص». 

## الاقتصاد
وفق الإحصاءات في عام 2015، فإن معدل البطالة التقديري للسعوديين الذين تتراوح أعمارهم بين ستة عشر وتسع وعشرين هو تسعة وعشرين في المئة.  وكان حوالي 1.9 مليون سعودي سوف يدخلون سوق العمل في العِقد التالي.
أظهر الشباب السعودي مخاوف من الفرص الوظيفية وارتفاع تكلفة المعيشة في استطلاع رأي جرى عام 2014.  لكن ذلك قد يختلف من منطقة لأخرى. على سبيل المثال، قال 43 في المائة من الشباب الذين شملهم الاستطلاع من الجزء الشمالي من البلاد أن الفرص الوظيفية كانت مصدر قلق كبير، في حين ذكر ذلك 23 في المائة من الشباب من الجزء الأوسط من البلاد الذي يضم العاصمة الرياض. يمكن أن تكون الاختلافات في ذلك نتيجة لوجود عدد أكبر من الوظائف المتاحة في العاصمة.
أشار ما يقرب من ستين في المئة من الشباب الذين شملهم الاستطلاع إلى ارتفاع تكلفة المعيشة كأحد أهم ثلاثة مخاوف في استطلاع عام 2014.  وعلق شاب سعودي قائلاً: «حاليًا، الرواتب منخفضة جدًا، وتكلفة المعيشة مرتفعة جدًا. إذا كان الشاب يكسب 3000 أو 4000 ريال شهريًا، فكيف يمكن أن يتحمل تكاليف المعيشة في الوقت الذي قد ينفق فيه حوالي 200 أو 300 ريال في اليوم؟». في استطلاع جرى عام 2014 أشار سبعة وسبعون في المائة من الشباب من شرق المملكة و71 في المائة من الشباب من الجنوب وثمانية وثلاثين في المائة من الشباب الذين كانوا يقيمون في الوسط إلى أن ارتفاع تكلفة المعيشة هو أحد الشواغل الرئيسية.
يُعد عدد الأجانب العاملين داخل المملكة أمرًا مهما للشباب، لأنهم يقللون من عدد الوظائف التي يمكن للسعوديين الحصول عليها.  في عام 2013 قُدّر أن هناك حوالي 7.5 مليون أجنبي يعملون بشكل قانوني داخل البلاد. يحاول الملك ووزارات المملكة معالجة هذا الموقف من خلال عملية تعرف باسم «السعودة». والسعودة هي حركة تسعى إلى زيادة عدد المواطنين العاملين داخل البلاد، حيث يُطالَب أرباب العمل بالوفاء بحصص العمال السعوديين كوسيلة لتحقيق السعودة، ويؤثر ذلك على الشباب لأنهم يدخلون أو سوف يدخلون سوق العمل.

## حق الاقتراع والمشاركة السياسية
كان يسمح للرجال بالتصويت في سن الحادية والعشرين. وفي عام 2015 سُمح للنساء بالتصويت في الانتخابات البلدية التي عقدت في ديسمبر 2015. وسيتم السماح لهم فقط بالتصويت في الانتخابات البلدية.
يُحجم بعض الشباب عن ممارسة النشاط السياسي خشية الاعتقال.  ويرى الشيوخ أن «معارضة الحكومة، وخاصة احتجاجات الشوارع، محظورة دينياً».
ينفتح الشباب السعودي على وسائل التواصل الاجتماعي ويناقشون الصعوبات التي يواجهونها مثل البطالة وتكاليف المعيشة والتعليم.  تشير التقديرات إلى أن استخدام يوتيوب في عام 2012 في البلاد زاد بنسبة 260 ٪، وأن ثلث السعوديين هم من مستخدمي تويتر النشطين.   يستخدم الشباب السعودي موقع تويتر للتعبير عن آرائهم السياسية، وقال 63 في المائة من الشباب إنهم يرغبون في أن تمنحهم الحكومة مزيدًا من المشاركة والوصول إلى صياغة وتنفيذ السياسة على المستوى المحلي في استطلاع جرى عام 2011. 
يسعى جزء من أهداف خطة التنمية العاشرة إلى تسريع عملية تنفيذ الاستراتيجية الوطنية للشباب وكذلك إجراء استطلاعات تطلب من الشباب التعليق على قضاياهم واحتياجاتهم، بحيث تعرف البلاد ما هي الخدمات التي تقدمها لهم، وذلك من أجل أن يشارك الشباب بفعالية في عملية التنمية في البلاد. 

## المخاطر الصحية
يُعدُ التدخين هو أحد المخاطر الصحية التي تؤثر على الشباب السعودي. كانت نسبة انتشار التدخين بين الطلاب الذين تتراوح أعمارهم بين ستة عشر وثمانية عشر عامًا في المدارس الثانوية بالرياض «مرتفعة ومثيرة للقلق»، وفقًا لدراسة أجريت عام 2011 ونشرت في دورية حوليات طب الصدر.  فمن بين 1272 طالبًا شملتهم الدراسة، كانت النسبة المئوية للطلاب الذين ما زالوا يدخنون حوالي 19.5٪ (31.2٪ من الفتيان و8.9٪ من الفتيات)، وكانت النسبة المئوية للطلاب الذين كانوا يدخنون من قبل حوالي 42.8٪ (55.6٪ من الفتيان و31.4 ٪ من الفتيات). ترتبط عادات التدخين بالذكور والأصدقاء الذين يدخنون والآباء الذين يدخنون. وفقًا لدراسة أُجريت عام 2011 يعتقد البعض أن هناك سببان لتدخين الشباب في المملكة هما: أن التدخين يجعل الناس «يبدون أكثر راحة»، وأنه يجعل الناس من الجنس الآخر أكثر جاذبية. في حين يعتقد 88.4٪ من الطلاب أن التدخين ضار بصحة الشخص، لكن 31.8٪ فقط من الطلاب أبدوا نية للإقلاع عن التدخين. يعتقد من قاموا بهذه الدراسة أنه يجب تنفيذ «برامج تعليمية حول مخاطر التدخين» في المدارس من أجل تقليل معدلات التدخين.
أما مصدر القلق الصحي الآخر فهو «السمنة»، حيث تؤثر على الشباب السعودي. وكان ما يقرب من ستين في المئة من السكان السعوديين فوق سن السادسة عشرة يعانون من زيادة الوزن.  وفقا لدراسة أجريت عام 2010 فإن 21.8 ٪ من الطلاب الذكور (18-24 سنة) الذين كانوا يدرسون في حرم كلية الصحة والعلوم في جامعة القصيم يعانون من زيادة الوزن، و15.7 ٪ يعانون من السمنة المفرطة.
يمكن أن يكون خطر الإصابة بأمراض القلب والأوعية الدموية مرتفعًا بين الشباب. من بين 523 من الطلاب الذكور الذين تم اختيارهم من المدارس في عرعر بعمر 16.7 سنة، كان 30.4 ٪ يعانون من السمنة المفرطة و17.2 ٪ يعانون من زيادة الوزن. وكان 33.5 ٪ من المشاركين في الدراسة عرضة لخطر الإصابة بأمراض القلب والأوعية الدموية. كان خطر الإصابة بأمراض القلب والأوعية الدموية «مرتبطًا بقوة بالعادات الغذائية ونمط الحياة».